# Thaumatomyia flavifrons
Thaumatomyia flavifrons är en tvåvingeart som först beskrevs av Macquart 1835.  Thaumatomyia flavifrons ingår i släktet Thaumatomyia och familjen fritflugor. Inga underarter finns listade i Catalogue of Life.